# Nikolaus Jansen
Nikolaus Josef Jansen (* 4. März 1880 in Eupen; † 24. August 1965 in Aachen) war ein römisch-katholischer Prälat, Politiker (Zentrum) und Aachener Domkapitular. Er war als NS-Gegner von 1941 bis 1945 im KZ Dachau inhaftiert.

## Leben
Nikolaus Jansen absolvierte mit 18 Jahren die Meisterprüfung als Schuhmacher, trat aber dann mit 20 Jahren in das Priesterseminar ein und studierte Katholische Theologie und Philosophie. Am 14. März 1908 empfing er in Köln die Priesterweihe. Jansen war zunächst Kaplan in Essen-Werden, vom 13. August 1909 bis Oktober 1918 Vikar in Lendersdorf, anschließend ab 7. November 1918 Pfarrer in Lammersdorf.
Nikolaus Jansen war seit 1913 politisch aktiv. Er war Mitglied des Gemeinderates Lammersdorf und der Bürgermeistereiversammlung Simmerath. 1920 wurde er als Zentrumsvertreter Mitglied des Provinziallandtages der Rheinprovinz und in der Aachener Stadtverordnetenversammlung. Im November 1927 wurde Jansen als Stiftsherr an den Liebfrauenmünster in Aachen berufen. Er war Diözesanverwaltungsrat im Bistum Aachen, Canonicus Poenitentiarius, Diözesan-Geschäftsführer des Volksvereins, Bezirkspräses der Katholischen Arbeitervereine, Diözesandirektor des Exerzitienwerks und des Päpstlichen Werkes für die Priesterberufe. 1930 wurde er Domkapitular am Aachener Dom. 1933 wurde er zum Wirklichen Geistlichen Rat ernannt. 
Jansen war als erbitterter Gegner der nationalsozialistischen Weltanschauung bekannt und wurde seit Mai 1935 von der Gestapo beobachtet und verfolgt. Er war weiterhin als Kreisjugendpfleger aktiv und hielt trotz allem das Aachener Wallfahrtsbüro offen.

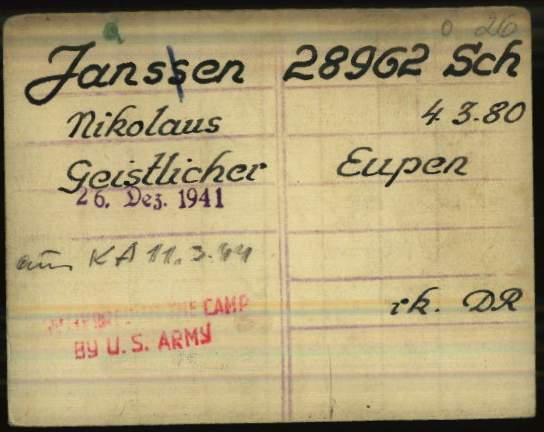
Registrierungskarte von Nikolaus Jansen als Gefangener im nationalsozialistischen Konzentrationslager Dachau

Am 5. August 1941 wurde er von der Gestapo verhaftet und ohne Gerichtsurteil am 26. Dezember 1941 im KZ Dachau inhaftiert (Häftlingsnummer 28.962). Bis 1944 war er einer der sogenannten „Ehrenhäftlinge“ im Pfarrerblock, abgetrennt im Block 26, dem sogenannten "Bunker". Seit dem 11. Juli 1941 waren hier drei evangelische Geistliche sowie Martin Niemöller und die katholischen Priester Domkapitular Johannes Neuhäusler sowie der Chefredakteur der Münchner Katholischen Kirchenzeitung Michael Höck eingekerkert; Jansen stieß am 26. Dezember 1941 hinzu. 1944 musste er seinen Zellenplatz an Corbinian Hofmeister, Abt von Metten, übergeben und wurde in den Pfarrerblock verlegt. Er kam am 21. Mai 1945 frei.

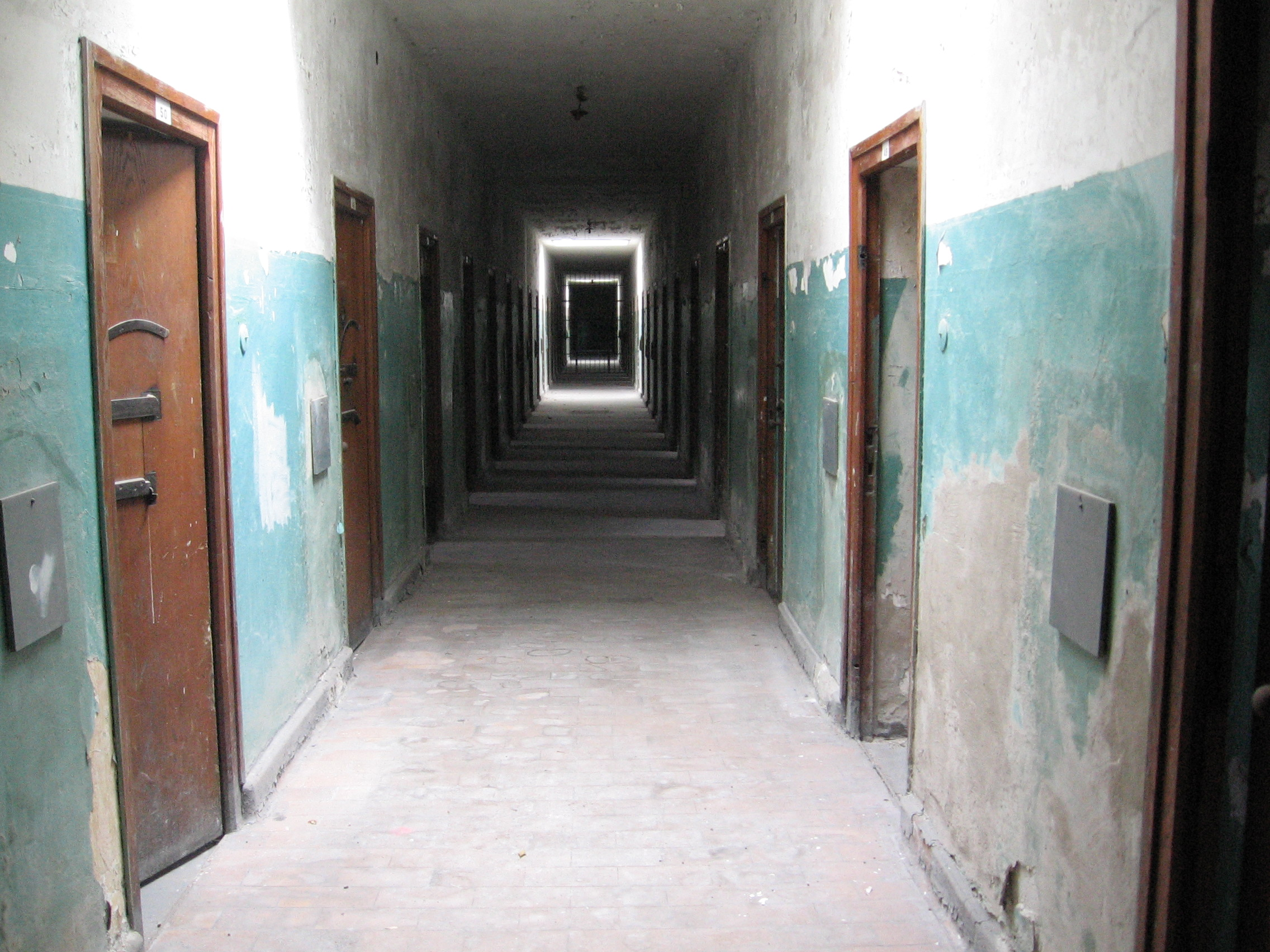
Der Bunker, in dem Sonderhäftlinge wie Jansen untergebracht waren

1946 wurde er von Papst Pius XII. zum Päpstlichen Hausprälaten ernannt. Er war später Kanonikus-Senior des Aachener Domkapitels.
1956 wurde er von Kardinal-Großmeister Nicola Kardinal Canali zum Ritter des Ritterordens vom Heiligen Grab zu Jerusalem ernannt und am 29. April 1956 durch Lorenz Jaeger, Großprior der deutschen Statthalterei, investiert. 
1958 wurde ihm zeitgleich mit seinem goldenen Priesterjubiläums durch Bundespräsident Theodor Heuss das Große Verdienstkreuz des Verdienstordens der Bundesrepublik Deutschland verliehen. 
Er war Mitglied der katholischen Studentenverbindungen K.D.St.V. Grotenburg (Detmold) Köln und K.D.St.V. Bergland (Freiberg) Aachen im CV. Er war Ehrenbürger von Simmerath-OT Lammersdorf. Er ist Namensgeber der Nikolaus-Jansen-Straße in Simmerath.